# Muhammed Pandža
Háfiz Muhammed-efendija Pandža (20. února 1897 Sarajevo, Bosna a Hercegovina – 18. listopadu (někdy uváděno 20. listopadu) 1962 Sarajevo, Federativní lidová republika Jugoslávie) byl bosenskohercegovský islámský duchovní bosňáckého původu.

## Životopis
Narodil se sarajevské rodiny s bohatou tradicí islámské vzdělanosti. Jeho otec, hadži háfiz Šakir-efendija (1851–1918), byl muderrisem, učitelem, v Misrího (Atmejdanské) medrese, vaizem (kazatel) v Gazi Husrev-begově mešitě a učitelem náboženství v Technické škole v Sarajevu, nakonec mezi lety 1905 a 1910 také členem Ulema-medžlisu, nejvyšší rady Islámského společenství v Bosně a Hercegovině. Muhammedův děd Muhammed Isamuddin-efendija byl muderrisem a kazatelem v Gazi Husrev-begově mešitě.
V rodném městě navštěvoval mekteb, ruždii a medresu, všechny tři stupně islámských teologických škol v Bosně a Hercegovině. Následně studoval na Šarí‘atské soudní škole v Sarajevu, kterou dokončil roku 1920. Poté se zaměstnal jako muderris v Misrího (Atmejdanské) medrese, kde do své smrti působil jeho otec. Roku 1924 byl přijat za úředníka v sarajevské pobočce Ministerstva financí Království Srbů, Chorvatů a Slovinců a na tomto místě setrval čtyři roky, než byl umístěn do Šarí‘atské soudní školy (25. 11. 1928–2. 2. 1929) a nakonec Šarí‘atského gymnázia (22. 2. 1928–8. 4. 1936). Roku 1936 se jeho působištěm stalo Druhé chlapecké gymnázium v Sarajevu, kde přednášel jako učitel náboženství. Roku 1938 byl vybrán za člena Ulema-medžlisu Islámského společenství, přičemž s jeho místem byl spojen post referenta pro nábožensko-vzdělávací záležitosti. Jako jeden z mála muslimských duchovních otevřeně podporoval ustavení ustašovského režimu v Chorvatsku a Bosně a Hercegovině. Rovněž tak uvítal iniciativu jeruzalémského velikého muftího Muhammada Amína al-Husajního, který roku 1943 horoval v Bosně pro zapojení zdejších muslimů do nově založené 13. horské divize SS „Handschar“. Na podzim roku 1943 sám odešel ze Sarajeva do tuzlanského regionu, aby zde organizoval ozbrojené síly, které budou chránit muslimy před útoky srbských nacionalistů i komunistických partyzánů. Jeho úsilí se nesetkalo s výrazným úspěchem, dokonce byl zatčen SS a následně vězněn ustašovci, na přímluvu vlivných muslimů byl ale propuštěn s podmínkou, že se nadále bude zdržovat v Záhřebu. Roku 1945 se vrátil domů, načež byl zatčen novou komunistickou mocí a odsouzen k osmi letům vězení. Roku 1950 byl předčasně propuštěn, ale kvůli podlomenému zdraví již nehledal stále zaměstnání. Dožil v ústraní v úzkém kruhu své rodiny.
V meziválečné době se Muhammed Pandža angažoval i na poli publicistiky. Byl šéfredaktorem a odpovědným redaktorem několika periodik, konkrétně Islámského světa (Islamski svijet, vycházel 1932–1935) a Islámského hlasu (Islamski glas, vycházel 1935–1936). Nadto byl členem redakce muslimského listu Naše budoucnost (Naša budućnost, 1937–1938). Krátce byl i šéfredaktorem časopisu El-Hidaje, vydávaného stejnojmennou stavovskou organizací islámských duchovních v Bosně a Hercegovině.
Společně s duchovním Mehmed Džemaluddin-efendijou Čauševićem od roku 1933 překládal a roku 1937 v Sarajevu otiskl první překlad Kurʼánu do srbochorvatštiny (resp. bosenštiny). Podle nejnovějších analýz text nepřevedli přímo z arabštiny, ale prostřednictvím tureckého překladu Ömera Rızy (Kurani kerim terdžume ve tefsir, Istanbul 1934), který se zase opíral o anglický překlad Muhammada Aliho (The Holy Quran, Lahore 1920). Ve stejném roce přitom vyšel i překlad duchovního Ali Rizy Karabega (1872–1944), který se zase opíral o srbský překlad (Koran, Beograd 1895), jehož autor Mihajlo (Mićo) Ljubibratić vyšel z ruského překladu a ten zase z francouzského vydání.
Muhammed Pandža zemřel 18. listopadu 1962. Hned následujícího dne byl pohřben na sarajevském hřbitově Grličića brdo.

## Dílo
- Hazreti Omer, najveći islamski vladar, 2 sv. (Jeho svatost Omar, největší islámský panovník, Sarajevo 1933)
- Kratka nauka islamske vjere: za odrasle i djecu (Stručná nauka islámské víry: pro dospělé i děti, II. vyd., Sarajevo 1935)